# Thorotrast

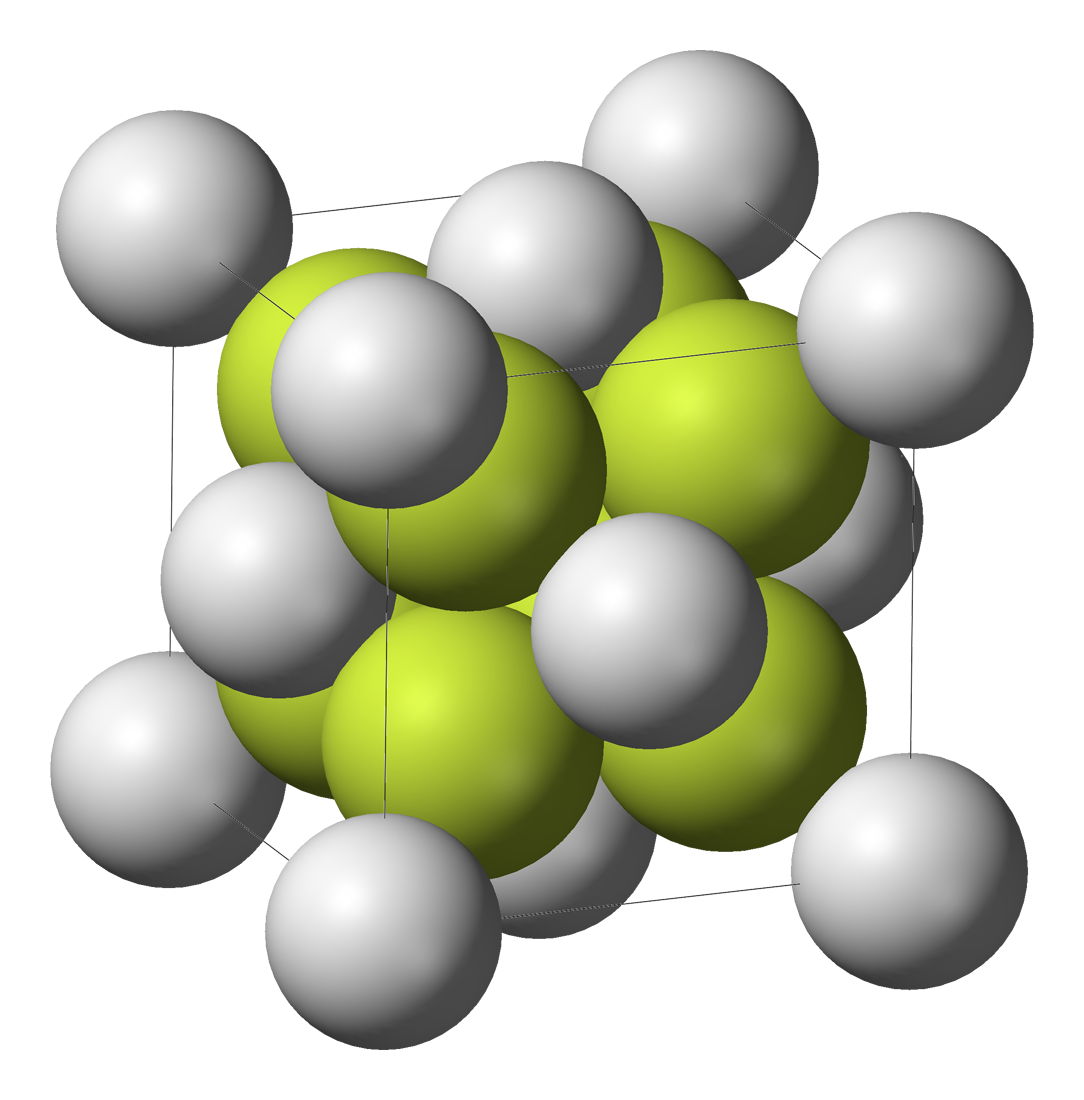
thori dioxide

Bình thuốc Thorotrast

Thorotrast là một chất huyền phù có chứa các hạt của hợp chất phóng xạ thori dioxide, ThO2, được sử dụng như một tác nhân phóng xạ trong thao tác chụp X quang y tế trong những năm 1930 và 1940. (Việc sử dụng chất này ở một số quốc gia, chẳng hạn như Hoa Kỳ, tiếp tục vào những năm 1950).
Hợp chất thori tạo ra hình ảnh tuyệt vời vì độ mờ đục cao của thorium đối với tia X (nó có mặt cắt ngang cao để hấp thụ). Tuy nhiên, thori được giữ lại trong cơ thể, và nó phóng xạ, phát ra bức xạ alpha có hại khi nó phân rã. Bởi vì việc đình chỉ cung cấp chất lượng hình ảnh cao và hầu như không có tác dụng phụ ngay lập tức so với các lựa chọn thay thế có sẵn vào thời điểm đó, Thorotrast đã trở nên được sử dụng rộng rãi sau khi được giới thiệu vào năm 1931. (António Egas Moniz đóng góp vào sự phát triển của nó). 10 triệu bệnh nhân trên toàn thế giới đã được điều trị bằng Thorotrast. Tuy nhiên, ngày nay nó đã cho thấy có một sự gia tăng nguy cơ trong một số bệnh ung thư như ung thư đường mật và angiosarcomas của gan khi dùng chất này.

## An toàn
Ngay cả tại thời điểm giới thiệu chất này, công chúng đã có mối quan tâm về sự an toàn của Thorotrast. Sau khi tiêm, thuốc được phân phối đến gan, lách, hạch bạch huyết và xương, nơi nó được hấp thu. Sau lần hấp thu ban đầu này, phân phối lại diễn ra với tốc độ rất chậm. Cụ thể, thời gian bán hủy sinh học được ước tính là 22 năm. Điều này có nghĩa rằng các cơ quan của bệnh nhân đã được dùngThorotrast sẽ được tiếp xúc với bức xạ alpha nội bộ cho suốt phần đời tiếp theo của họ. Tầm quan trọng của sự tiếp xúc phóng xạ lâu dài này không được hiểu rõ tại thời điểm giới thiệu của Thorotrast vào năm 1931.